# Lindernia dongolensis
Lindernia dongolensis é uma espécie botânica do gênero Lindernia pertencente à família Linderniaceae.